# À la recherche de la cité perdue
À la recherche de la cité perdue (titre original : Lost City) est un thriller par Clive Cussler et Paul Kemprecos, paru en 2004. Cette collaboration est le cinquième roman de la série Dossiers de la NUMA.